# Laccophilus agilis
Laccophilus agilis är en skalbaggsart som beskrevs av Sharp 1887. Laccophilus agilis ingår i släktet Laccophilus och familjen dykare. Inga underarter finns listade i Catalogue of Life.